# Drosomycin

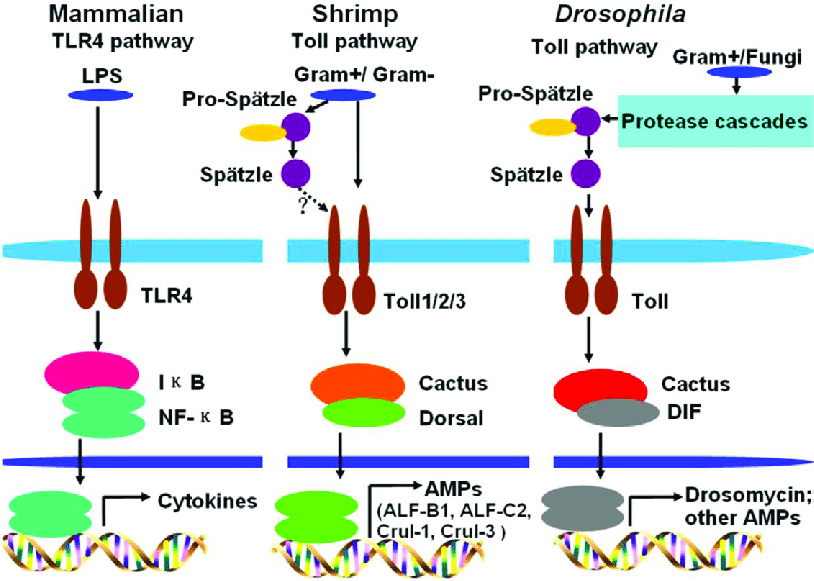
Vergleich des Toll-Signalwegs in Säugern, Garnelen und Fruchtfliegen

Drosomycin ist ein antifungales Peptid aus der Fruchtfliege Drosophila melanogaster.

## Eigenschaften
Drosomycin wird im Fettkörper gebildet und in die Hämolymphe sezerniert. Sechs Stunden nach Aktivierung der angeborenen Immunantwort nimmt die Bildung des Drosomycins zu und Drosomycin zirkuliert dann für etwa drei Wochen. In den Larven von D. melanogaster wird Drosomycin in den viszeralen Ästen und den hinteren Spritzlöchern der Tracheen gebildet. Drosomycin besitzt vier Disulfidbrücken. Drosomycin ist teilweise homolog zu einem antifungalen Peptid aus Brassicaceae. Die vier Disulfidbrücken stabilisieren die Proteinstruktur, bestehend aus einer α-Helix und einem β-Faltblatt, die auch in anderen Defensinen von D. melanogaster und einigen pflanzlichen Defensinen vorkommt, beispielsweise ist Drosomycin zu 40 % homolog zum Defensin des Garten-Rettichs. Die Struktur wurde erstmals 1997 aufgeklärt.
Die systemische Genexpression des Drosomycins wird durch Spaetzle induziert, während die Genexpression in den Tracheen durch den Immune Deficiency Pathway (IMD) kontrolliert wird. Das Gen des Drosomycins drs ist 387 bp lang und liegt auf Chromosom 3. Es liegt in einem Gen-Cluster mit sechs anderen Genen (dro1-6) und bildet mit ihnen die drosomycin multigene family unterschiedlicher Funktionen. In der verwandten Fliege D. takahashii wurden manche dieser Gene dupliziert und die drosomycin multigene family besitzt dort elf Vertreter. Drosomycin wird in manchen Organen über alle Entwicklungsstadien (Larve, Puppe und erwachsene Fruchtfliege) von D. melanogaster konstitutiv exprimiert.
Neben Drosomycin werden in der Fruchtfliege weitere antimikrobielle Peptide gebildet, wie Cecropine, Diptericin, Drosocin, Metchnikowin und Attacin.
Die antifungalen Eigenschaften des Drosomycins bestehen aus einer Lyse von Hyphen, einer Verzögerung des Hyphenwachstums, die in einer vorzeitigen Verzweigung resultiert, und in höheren Konzentrationen wird die Keimung der Sporen gehemmt.